# Спутник, моя любов
Спутник, моя любов (японски: スプートニクの恋人, Spūtoniku no Koibito, английски: Sputnik Sweetheart) е роман от Харуки Мураками, публикуван в Япония през 1999. На английски е преведен от Филип Гейбриъл през 2001, а на български — 2005.

## Сюжет
Героинята на романа е амбициозен автор на име Сумире, която се влюбва в по-възрастната Миу, която изглежда харесва Сумире за определни качества, макар че не намира време за стремежите и идеалите на Сумире. Третият герой в романа е неназованият разказвач, учител в основно училище, два пъти отнасян просто с „К“ от Сумире, който е влюбен в нея, макар че тя не отвръща на неговите чувства.
Докато Сумире е емоционална и спонтанна като човек и често изглежда, че не се вписва в обществото, „К“, разказвачът е човек, който с истинска сила на волята се моделира в друг човек, някой, който се интегрира по невидим, неразличим начин в широкото общество и култура около него, и този вид промяна го оставя емоционално скован и неспособен да изрази своите чувства. Когато Сумире също, чрез взаимодействието си с Миу, насилствено се оформя като човек, различен от това, което тя е, трансформацията не е нито перманентна, нито успешна, и Сумире изчезва без да бъде открита или видяна отново, докато е на почивка с Миу в Гърция, което има трагични последствия за Миу в частност.

## Теми
Спутник, моя любов e по същността си роман от трима герои. Нехарактерно тънък за роман на Маруками, той е обаче първият, който разгръща темата за лесбийки и то в дълбочина, макар че други основни теми са отново близки до познатите от японския автор, верен на ефектите от продължителната самота и алиенация, и т.н.
Основни теми в книгата включват самотата и невъзможността на хората наистина да познават себе си или хората, които обичат. Това се символизира от повтарящата се метафора за сателитите Спутник, който орбитират на дистанция от Земята.